# Teresa Laplana i Cocera
Teresa Laplana i Cocera   (Barcelona, 1961) és intendenta dels Mossos d'Esquadra del districte de l'Eixample de Barcelona. Fou la cap de l'operatiu dels mossos que van donar cobertura i protecció a l'entrada i registre a la seu d'Economia el 20 de setembre de 2017 per part de la Guàrdia Civil. En el Judici al procés independentista català va ser acusada de sedició, però l'Audiència Nacional la va absoldre.
Va incorporar-se al cos a la promoció de 1985, la primera que va permetre l'ingrés a les dones. Ha estat destinada a diverses destinacions, com la presó de Ponent, Tarragona, la comissaria de Sant Andreu a Barcelona i l'agost de 2014 va ser nomenada responsable de la comissaria de l'Eixample. Després dels fets del 2017, ha estat destinada a la Regió Policial de Barcelona en tasques no operatives.
Ha participat en diverses ocasions als Jocs Mundials de Policies i Bombers, on ha guanyat diverses medalles en natació.
La jutgessa de l'Audiència Nacional Carmen Lamela va processar la intendent Teresa Laplana per un delicte de sedició pels fets del 20 i 21 de setembre a la conselleria d'Economia. Finalment la fiscalia d'aquest tribunal va demanar 4 anys de presó i 11 d'inhabilitació absoluta pel delicte de sedició. El 21 d'octubre de 2020 va ser absolta de tots els càrrecs que se l'acusava.